# Vilamajor (Áger)
Vilamajor es una entidad de población española del municipio de Áger, perteneciente a la provincia de Lérida, en la comunidad autónoma de Cataluña. En 2023, tenía empadronados veinticinco habitantes.